# Handlungsvermögen
Handlungsvermögen bezeichnet in der Soziologie die Fähigkeit zum sozialen Handeln, die Möglichkeit, etwas in „Gang zu setzen“. Ein solches Vermögen kann in der modernen Wissensgesellschaft etwa aus Wissen bestehen, gemäß dem Zitat von Francis Bacon scientia est potentia: „Wissen ist Macht“.
Peter Janich als Vertreter des Methodischen Kulturalismus sieht diese idealtypisch bestimmt durch Zwecksetzungsautonomie, Mittelwahlrationalität und Folgenverantwortlichkeit. Solche Handlungen können vom Handelnden auch unterlassen werden, Gegenstand sinnvoller Aufforderungen sein und werden nach Ge- und Misslingen sowie nach Erfolg und Misserfolg (Erreichen oder Verfehlen des Zwecks) beurteilt. Im Gegensatz dazu steht das bloße Verhalten, auf welches alle diese Bestimmungen nicht zutreffen.